# Khalifa bin Shakhbut Al Nahyan
Khalifa bin Shakhbut Al Nahyan (in arabo خليفة بن شخبوط بن ذياب آل نهيان‎?; Abu Dhabi, 4 marzo 1785 – luglio 1845), è stato emiro di Abu Dhabi dal 1833 al 1845. La sua sanguinosa presa del potere portò alla secessione della Casa di Al Bu Falasah e alla creazione della dinastia degli Al Maktoum dell'emirato di Dubai.

## Ascesa al trono
Nell'aprile del 1833, Khalifa prese il potere con suo fratello Sultan deponendo Tahnun bin Shakhbut che fu assassinato. Khalifa era il preminente dei due e Sultan fu rapidamente confinato a una posizione subordinata. Egli portò il suo paese a dichiarare fedeltà all'emirato di Najd. Il suo governo fu quasi immediatamente minacciato da un complotto per rimuoverlo e installare un cugino al suo posto ma agì in modo deciso e fece giustiziare tre dei capi. Una protesta pubblica e l'intervento di Sultan bloccò l'esecuzione di due importanti mercanti. Il sovrano si accontentò di farli picchiare, confiscare le loro proprietà ed esiliarli a Lingeh.

## Secessione
Questa azione di Khalifa portò alla secessione della maggior parte della Casa di Al Bu Falasah dei Banu Yas, durante la stagione perlacea di quell'anno. Essi si stabilirono nella città di Dubai, a nord di Abu Dhabi. A quel tempo, Dubai era una dipendenza di Abu Dhabi sotto la guida dello sceicco Mohammed bin Hazza bin Zaal. Guidati da Maktum I bin Butti bin Suhail e Obeid bin Said bin Rashid, la spedizione di circa 800 Al Bu Falasah con la complicità di Mohammed bin Zaal prese il controllo della città, all'epoca composta da 250 case ad al-Shindagha e dal forte di Al Fahidi, dall'altra parte dell'ingresso Ghubaiba. La migrazione fu un'impresa ardua e si svolse per diverso tempo durante e dopo la stagione perlacea di quell'anno che in genere va da maggio a novembre.
Quasi immediatamente dopo, lo sceicco di Sharja Sultan I bin Saqr al-Qasimi condusse delle milizie su Abu Dhabi, bloccando la città. Questa fu seguita dalla secessione della sezione Qubaisat dei Banu Yas, che partì e si stabilì a Khawr al Udayd. Intrapresero azioni di pirateria fino a quando, nel maggio 1837, Khalifa, con il consenso dei britannici, attaccò l'insediamento e lo saccheggiò. In seguito interrò i pozzi, distrusse gli edifici e uccise almeno 50 persone. Mentre parte della tribù fuggì a Dubai, il trattamento che Khalifa riservò a coloro che tornarono ad Abu Dhabi fu indulgente e alla fine i secessionisti, incluso il loro capo, beneficiarono di un'amnistia generale.

## Morte
In una grave violazione delle leggi beduine dell'ospitalità, Khalifa bin Shakhbut fu assassinato nel luglio del 1845, quando accettò un invito a una festa sulla spiaggia di Abu Dhabi. La maggior parte degli abitanti della città era assente per perlustrazioni o al lavoro nelle piantagioni di datteri. Un uomo, Isa bin Khalid, che aveva a lungo progettato di assassinare Khalifa, lo uccise al termine della festa.
La sua morte portò a una breve e sanguinosa lotta per la successione in quanto vi furono diversi pretendenti alla carica di sovrano. Questa fu portata a termine da due influenti leader dei Banu Yas, Mohammed bin Humaid e Rashid bin Fadhil, che sostennero la candidatura di un figlio dell'ex leader Tahnun bin Shakhbut Al Nahyan, Sa'id bin Tahnun.